# タノンサック・シムシー
タノンサック・シムシー（Thanongsak Simsri、2000年6月17日 - ）はタイのプロボクサー。シーサケート県出身。グリーンツダボクシングジム所属。現IBF世界ライトフライ級王者。

## 来歴
2018年6月20日、サムットプラーカーン県でプロデビュー戦を行い初回TKO勝ちを収めた。
2020年11月3日、大阪市のインテックス大阪5号館AでWBA世界ライトフライ級スーパー王者の京口紘人とWBA世界同級タイトルマッチを行う予定であったが、京口とトレーナーが新型コロナウイルスのPCR検査で陽性反応を示し、延期となった。その後、年内の開催を目指していたが、新型コロナウイルス感染者が増加していること、京口の試合以外にも直前に中止となった試合があること、日本ボクシングコミッションが新たなガイドラインを示したことなどを受け「12月に再設定することは断然せざるを得ないと判断した」として、年内の開催を断念した。この興行は新型コロナウイルス感染拡大以降では世界初となる有観客かつ海外選手を招聘して行われる予定だった。
2022年9月10日、四日市総合体育館にて矢吹正道と対戦し、7回1分19秒TKO負けを喫した。
2023年8月6日、河本工業総合体育館（枚方市立総合体育館）で行われた「第29回クラッシュボクシング」にて、浅海勝太を2回2分20秒KOで下した。。
2024年4月13日、エディオンアリーナ大阪第2競技場でOPBF東洋太平洋ライトフライ級王者のミエル・ファハルドとOPBF東洋太平洋同級タイトルマッチを行い、12回3-0（115-112、116-111、118-110）の判定勝ちを収め王座獲得に成功した。
2024年8月4日、エディオンアリーナ大阪第2競技場でOPBF東洋太平洋ライトフライ級10位のジョン・ポール・ガブニラスとOPBF東洋太平洋同級タイトルマッチを行い、5回2分52秒TKO勝ちを収め初防衛に成功した。
2024年12月15日、住吉スポーツセンターで行われた「U-NEXT BOXING」にて元WBO世界ミニマム級王者およびIBF世界ライトフライ級7位の谷口将隆とIBF世界同級2位決定戦およびOPBF東洋太平洋同級タイトルマッチを行い、12回2-1（116-112、113-115、115-113）の判定勝ちを収め2度目の防衛に成功した。
2025年4月14日、IBFはIBF世界ライトフライ級前王者矢吹正道の王座返上に伴いIBF世界同級1位のクリスチャン・アラネタと同級2位のタノンサックに対してIBF世界同級王座決定戦を指令した。交渉期限は同年5月8日までで、同意に達しなかった場合は入札が行われる。
2025年6月19日、大田区総合体育館でブライアン・ノーマン・ジュニア対佐々木尽の前座でIBF世界ライトフライ級1位のクリスチャン・アラネタとIBF世界同級王座決定戦を行い、3回にダウンを奪われるも手数で圧倒した上に終盤でアラネタがスタミナ切れを起こしたこともあり、12回2-1（115-112、116-111、113-114）の判定勝ちを収め、京口戦の中止から約5年ぶりにようやく実現した世界戦に勝利し王座獲得に成功、グリーンツダジム所属選手としては4人目（女子世界王者の真道ゴーを含むと5人目）かつ同ジムでの外国籍の所属選手初の世界王者となった。ただし、タノンサックはJBCライセンスを保持せずにグリーンツダと契約しているため「日本のジムに所属する世界チャンピオン」には数えられない（エドウィン・バレロやアンソニー・オラスクアガらと同じ扱い）。

## 戦績
- プロボクシング：40戦 39勝 (34KO) 1敗

| 戦           | 日付           | 勝敗 | 時間    | 内容    | 対戦相手                             | 国籍         | 備考                                       |
| ------------ | -------------- | ---- | ------- | ------- | ------------------------------------ | ------------ | ------------------------------------------ |
| 1            | 2018年6月20日  | ☆    | 1R 1:50 | TKO     | タナポン・セクー                     | タイ         | プロデビュー戦                             |
| 2            | 2018年8月22日  | ☆    | 2R 2:02 | TKO     | プラジャク・ブツリー                 | タイ         |                                            |
| 3            | 2018年9月12日  | ☆    | 2R 0:59 | TKO     | スリヤ・プッタラサックサー           | タイ         |                                            |
| 4            | 2018年11月21日 | ☆    | 5R 1:56 | TKO     | マノップ・ウドムパナワリ             | タイ         |                                            |
| 5            | 2018年12月14日 | ☆    | 3R      | KO      | フィロム・パダンプラサート           | タイ         |                                            |
| 6            | 2019年2月5日   | ☆    | 1R      | KO      | ケノムー                             | ミャンマー   |                                            |
| 7            | 2019年4月21日  | ☆    | 1R 1:06 | TKO     | リカルド・スエノ                     | フィリピン   |                                            |
| 8            | 2019年5月19日  | ☆    | 1R 1:32 | TKO     | パヌワット・ヤカレット               | タイ         |                                            |
| 9            | 2019年6月15日  | ☆    | 2R 2:28 | TKO     | ワチャラポン・チャイサイ             | タイ         |                                            |
| 10           | 2019年8月4日   | ☆    | 3R 1:46 | KO      | メクティソン・マルガンティ           | インドネシア |                                            |
| 11           | 2019年8月31日  | ☆    | 3R 1:17 | KO      | ナッチー・ソンシンクル               | タイ         | タイ国ライトフライ級王座決定戦             |
| 12           | 2019年10月12日 | ☆    | 6R      | 判定3-0 | ラードチャイ・チャイヤウェード       | タイ         |                                            |
| 13           | 2019年12月8日  | ☆    | 8R      | 判定3-0 | クリスチャン・バコロド               | フィリピン   |                                            |
| 14           | 2020年2月6日   | ☆    | 4R 1:00 | TKO     | スリヤ・プッタラサックサー           | タイ         |                                            |
| 15           | 2021年3月19日  | ☆    | 3R 0:19 | TKO     | ナッタコーン・サンセービー           | タイ         |                                            |
| 16           | 2021年6月6日   | ☆    | 4R 終了 | TKO     | トンテップ・テーヤウォン             | タイ         |                                            |
| 17           | 2021年7月18日  | ☆    | 3R 1:30 | TKO     | タウィーサック・ナカム               | タイ         | タイ国防衛1                                |
| 18           | 2021年9月26日  | ☆    | 3R 1:40 | KO      | チャノン・ソンハム                   | タイ         |                                            |
| 19           | 2021年10月31日 | ☆    | 1R 2:57 | TKO     | ソンカーン・ソーサワット             | タイ         |                                            |
| 20           | 2021年12月19日 | ☆    | 2R 2:30 | TKO     | ナッタフォン・ブアサ                 | タイ         |                                            |
| 21           | 2022年2月5日   | ☆    | 4R 2:20 | TKO     | カンパナート・バルシリパッタナチャイ | タイ         |                                            |
| 22           | 2022年3月27日  | ☆    | 2R 1:20 | TKO     | ベンジャフォン・フォカム             | タイ         | ABFアジアライトフライ級王座決定戦          |
| 23           | 2022年5月1日   | ☆    | 2R 1:18 | TKO     | ジャトゥロン・ユエニョン             | タイ         |                                            |
| 24           | 2022年7月24日  | ☆    | 3R      | TKO     | クリス・スリプーン                   | タイ         |                                            |
| 25           | 2022年9月10日  | ★    | 7R 1:19 | TKO     | 矢吹正道（緑）                       | 日本         |                                            |
| 26           | 2022年11月20日 | ☆    | 3R 1:08 | TKO     | シッティポン・サンテアン             | タイ         |                                            |
| 27           | 2022年12月18日 | ☆    | 5R 0:36 | TKO     | チラパン・タオスワン                 | タイ         |                                            |
| 28           | 2023年2月19日  | ☆    | 2R 0:33 | TKO     | ウィーラワット・トンチャイチャン     | タイ         |                                            |
| 29           | 2023年4月9日   | ☆    | 3R 1:50 | TKO     | オートサディン・ティムテープ         | タイ         |                                            |
| 30           | 2023年6月18日  | ☆    | 1R 0:52 | TKO     | ナワミン・クレイプラヨーン           | タイ         |                                            |
| 31           | 2023年8月6日   | ☆    | 2R 2:20 | KO      | 浅海勝太（ハラダ）                   | 日本         |                                            |
| 32           | 2023年10月22日 | ☆    | 2R 0:20 | TKO     | チラファン・タオスワン               | タイ         |                                            |
| 33           | 2023年12月16日 | ☆    | 1R 0:34 | TKO     | ボルディン・チョンプー               | タイ         |                                            |
| 34           | 2024年4月13日  | ☆    | 12R     | 判定3-0 | ミエル・ハファルド                   | フィリピン   | OPBF東洋太平洋ライトフライ級タイトルマッチ |
| 35           | 2024年6月1日   | ☆    | 2R 0:59 | KO      | アッサダ・ラックミット               | タイ         |                                            |
| 36           | 2024年8月4日   | ☆    | 5R 2:52 | TKO     | ジョン・ポール・ガブニラス           | フィリピン   | OPBF防衛1                                  |
| 37           | 2024年10月5日  | ☆    | 2R 0:40 | TKO     | サラブット・ロンピグ                 | タイ         |                                            |
| 38           | 2024年12月15日 | ☆    | 12R     | 判定2-1 | 谷口将隆（ワタナベ）                 | 日本         | OPBF防衛2                                  |
| 39           | 2025年2月22日  | ☆    | 3R 0:35 | KO      | ソンチャイ・ゾンクロッド             | タイ         |                                            |
| 40           | 2025年6月19日  | ☆    | 12R     | 判定2-1 | クリスチャン・アラネタ               | フィリピン   | IBF世界ライトフライ級王座決定戦            |
| テンプレート |                |      |         |         |                                      |              |                                            |

## 獲得タイトル
- タイ国ライトフライ級王座
- ABFアジアライトフライ級王座
- OPBF東洋太平洋ライトフライ級王座（防衛2=返上）
- IBF世界ライトフライ級王座（防衛0）